# 比略
比略（法語：Bilieu，法語發音：[biljø]）是法国伊泽尔省的一个市镇，位于该省中北部偏西，属于拉图尔迪潘区。

## 地理
比略（45°26'55"N, 5°32'59"E）面积6.71 平方千米，位于法国奥弗涅-罗讷-阿尔卑斯大区伊泽尔省，该省份为法国东南部内陆省份，北起顺时针与安省、萨瓦省、上阿尔卑斯省、德龙省、阿尔代什省、卢瓦尔省和罗讷省。
与比略接壤的市镇（或旧市镇、城区）包括：圣叙尔皮斯-德里瓦尔、沙拉维讷、希朗斯、马雪、蒙费拉、帕拉德吕湖村。

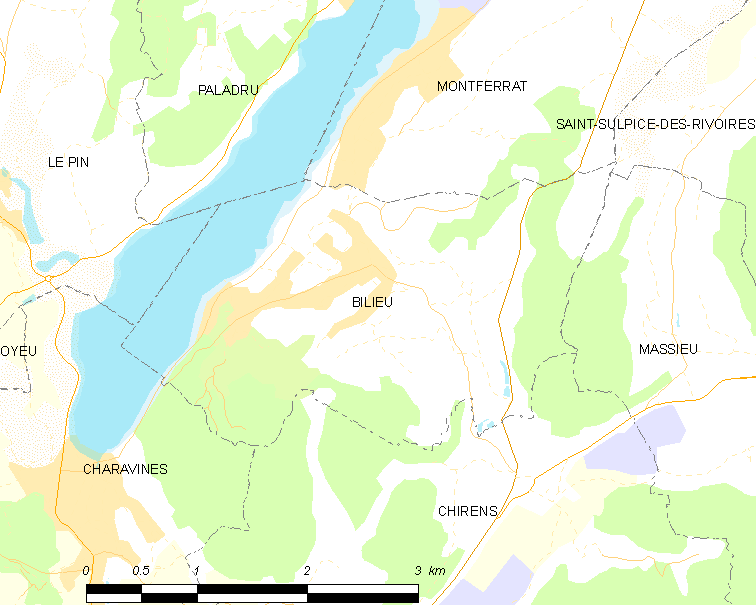
比略的OSM定位图

比略的时区为UTC+01:00、UTC+02:00（夏令时）。

## 行政
比略的邮政编码为38850，INSEE市镇编码为38043。

## 政治
比略所属的省级选区为大朗斯县。

## 人口

1962-2008年间比略人口变化图示

比略于2022年1月1日时的人口数量为1601人。